# Cambio Radical (Perú)
Cambio Radical, conocido anteriormente como Coordinadora Democrática (CODE) fue un partido peruano de derecha fundado en 1992 por el excongresista José Barba Caballero.

## Historia
En el año 1992, Barba fue suspendido por 4 años del APRA por "desviacionismo político" (oponerse a Alan García), tras esto, decidió renunciar al partido y fundó Coordinadora Democrática con el cual postuló al partido al Congreso Constituyente, para el periodo 1992-1995 y llevó a 4 congresistas.
En las elecciones generales de 1995, realizó una alianza con País Posible formando la coalición CODE-País Posible el cual buscó la candidatura de Alejandro Toledo a la presidencia, el cual quedó en cuarto puesto y llevó a 5 congresistas.
| Región         | Nombre                  | Número de Votos |
| -------------- | ----------------------- | --------------- |
| Distrito Único | José Barba Caballero    | 16,216          |
| Distrito Único | Moisés Heresi Abdelnour | 6,047           |

En las elecciones generales del 2000 el partido decidió hacer una alianza con el partido Renovación Nacional formando la Agrupación Independiente Avancemos con la candidatura de Federico Salas. La plancha presidencial de Salas estuvo formada por el congresista Rafael Rey en la primera vicepresidencia y el economista Guillermo Castañeda Mungi en la segunda vicepresidencia.Finalmente, la candidatura de Salas quedó en el cuarto lugar de las preferencias con el 2.226% de votos.
En el 2000, cambió el nombre a Cambio Radical, con miras a las próximas elecciones del siguiente año.

### Unidad Nacional
Formó una coalición llamada Unidad Nacional, para las elecciones generales de 2001 junto con el Partido Popular Cristiano, Solidaridad Nacional y Renovación Nacional, de la cual se separó en 2005.
En el 2005, disolvió temporalmente su partido tras descubrirse un fraude por firmas falsas para su inscripción ante el Jurado Nacional de Elecciones. Tras el escándalo, Lourdes Flores le pidió no ir en la lista parlamentaria a Barba Caballero, que aceptó, sin embargo, Unidad Nacional no estuvo de acuerdo.

### Elecciones municipales de Lima de 2010
En febrero del 2010 Álex Kouri anunció su postulación a la Alcaldía Provincial de Lima por este partido. Fue candidato a la alcaldía de Lima en las elecciones municipales de Lima de 2010 hasta el 20 de agosto de 2010, fecha en la que el Jurado Nacional de Elecciones lo vetó por no cumplir con el requisito legal para postular a dicho cargo, el cual consiste en residir en forma permanente los dos últimos años en la capital peruana. Debido a esto, el excongresista Fernán Altuve se postuló como candidato a concejal, debido a las salidas de Kouri e Yvonne Frayssinet (N.º 2 de la lista), obteniendo el 3.75 % de los votos válidamente emitidos en Lima.
En ese año Cambio Radical anunció su alianza con el Apra en algunos distritos del departamento de Arequipa.

### Elecciones generales de Perú de 2011
Hasta mayo del 2010  el partido era uno de los promotores de la candidatura de Jaime Bayly Letts a la presidencia de la república del Perú, que en su programa de televisión, El francotirador, como en sus columnas semanales publicadas en el diario Perú 21, manifestó su deseo de ser candidato presidencial, hasta que incluyó en su partido a Álex Kouri. A esto, Jaime Bayly respondió en su programa de televisión que oficialmente iba a dejar de ser parte del partido de Barba Caballero debido a que no aprobaba la inclusión de Kouri.
En las elecciones generales de Perú de 2011 no presentó candidatos presidenciales, pero sí candidatos al Congreso de la República y al Parlamento Andino, pero no lograron alcanzar escaños en el congreso.

### Disolución
A mediados de 2012 el partido perdió su inscripción debido a que no superaron la valla electoral de 5% en el último proceso electoral ni alcanzaron el mínimo de seis escaños que se requiere para acceder al Congreso.

## Resultados electorales

### Elecciones presidenciales
|  | 3.03 % |

|  | 2.23 % |

|  | 24.30 % |

### Elecciones parlamentarias
|  | 4.15 % |

|  | 3.09 % |

|  | 13.84 % |

|  | 2.71 % |

### Elecciones al Parlamento Andino
| Año  | Votos   | %               | Escaños | Posición | Notas |
| ---- | ------- | --------------- | ------- | -------- | ----- |
| 2011 | 195 441 | \| \| 1.92 % \| | 0/5     | 7.º      |       |
|      | 1.92 %  |                 |         |          |       |

### Elecciones regionales y municipales
| Año  | Gobiernos Regionales | Alcaldías Provinciales | Alcaldías Distritales |
| Año  | Representantes       | Representantes         | Representantes        |
| ---- | -------------------- | ---------------------- | --------------------- |
| 1993 |                      | 0/196                  | 0/1867                |
| 2002 | 0/25                 | 13/196                 | 134/1867              |
| 2010 | 0/25                 | 0/196                  | 7/1867                |